# 일광 두드러기

일광 두드러기(Solar urticaria, SU)는 자외선이나 UV 방사선, 때로는 가시광선에 노출되면 피부의 가려진 부위와 덮이지 않은 부위 모두에 나타날 수 있는 두드러기가 유발되는 희귀 질환이다. 이는 물리적 두드러기의 일종으로 분류된다. 질병 유형의 분류는 다소 논란의 여지가 있다. 한 분류 시스템은 돌파를 일으키는 방사선의 파장을 기반으로 다양한 유형의 SU를 구별했다. 또 다른 분류 시스템은 발병을 유발하는 알레르기 항원의 유형을 기반으로 한다.
광알레르겐으로 알려진 방사선에 대한 반응을 담당하는 인체 내 물질은 아직 확인되지 않았다. 질병 자체는 다형성 광선발진 또는 PMLE와 같은 다른 피부과 질환과 매우 유사하기 때문에 제대로 진단하기 어려울 수 있다. 가장 도움이 되는 검사는 비정상적인 일광화상 반응의 존재를 확인하는 특수 검사인 진단 광검사이다. 일단 인지되면, 질병의 치료는 일반적으로 항히스타민제의 투여와 광선요법과 같은 탈감작 치료를 포함한다. 더 극단적인 경우에는 면역억제제 사용이나 혈장교환술까지 고려할 수 있다.
이 질병의 최초 발견은 1904년 P. 메르클렌(P. Merklen)에 의해 이루어졌으나 1923년 윌리엄 와델 듀크(William Waddell Duke)가 "일광 두드러기"를 제안하기 전까지는 이름이 없었다. 그러나 그들의 연구는 이 흔하지 않은 질병에 대한 연구에 기여했다. 지난 세기 동안 100건 이상의 사례가 보고되었다.